# Nanos (masyw)
Nanos – masyw górski w Górach Dynarskich. Leży w Słowenii. Jego najwyższy szczyt Plesa osiąga wysokość 1262 m n.p.m.